# Alison Becker
Alison Helene Becker (ur. 8 marca 1977 w Allamuchy Township) – amerykańska aktorka, komik, scenarzystka, celebrytka.
Studiowała filologię angielską na Georgetown University, otrzymując dyplom cum laude w 1999 roku. Następnie przeniosła się do Nowego Jorku, gdzie rozpoczęła karierę artystki kabaretowej i aktorki. Regularnie występuje w teatrze improwizowanym jako członkini grupy komików Upright Citizens Brigade. Była gospodarzem programu VH1 Top 20 Video Countdown. Była VJem w stacji Fuse TV, występowała w programie stacji MTV Boiling Points. Wspólnie z Kennym Maynem występuje w internetowym show Mayne Street.

## Filmografia

### Programy TV
- Boiling Points (2003)
- Popping the Question with Star Jones (2004)
- AV Squad (2004)
- Cavalcade of Personalities (2004)
- Jump Cuts (2004)
- Project This, Bitch (2006)
- Law & Order: Special Victims Unit
- Nighttime Clap
- The P.A. (2006)
- Starveillance (2007)
- May the Best Man Win (2008)
- The Colbert Report (2008)
- Human Giant
- Law & Order: Criminal Intent
- Z Rock
- Mayne Street (2008)
- Parks and Recreation (2009)
- The League (2010)
- Nick Swardson's Pretend Time (2010)

### Filmy
- Pushing Tom (2003)
- Four Dead Batteries (2004)
- God-Links (2006)
- Premium (2006)
- Arranged (2007)
- May the Best Man Win (2008)
- The Other Guys (2010)